# Saturday Night Fever (film)
Saturday Night Fever is een Amerikaanse dansfilm uit 1977 geregisseerd door John Badham. De film vertelt het verhaal van Tony Manero, gespeeld door John Travolta, een probleemjongere uit de wijk Brooklyn die om zijn problemen te vergeten de plaatselijke discotheek induikt, waar hij zich ontpopt tot de koning van de dansvloer.

## Verhaal
Tony Manero is een medewerker in een verfwinkel in Brooklyn, New York, die alles zou doen om aan zijn uitzichtloze leven te ontsnappen. Deze ontsnapping vindt hij in de plaatselijke discotheek, waar hij, gehuld in een wit pak, de koning is van de dansvloer. In deze discotheek ontmoet hij Stephanie, en ze besluiten samen te dansen in een danswedstrijd. Stephanie droomt ervan om te ontsnappen uit Brooklyn naar een leven aan de andere kant van de rivier, in het glamoureuze Manhattan. Ook Tony begint deze verlangens te koesteren.

## Rolverdeling
| Personage         | Acteur/actrice    |
| ----------------- | ----------------- |
| Tony Manero       | John Travolta     |
| Stephanie Mangano | Karen Lynn Gorney |
| Bobby C.          | Barry Miller      |
| Joey              | Joseph Cali       |
| Double J.         | Paul Pape         |
| Annette           | Donna Pescow      |
| Gus               | Bruce Ornstein    |
| Flo Manero        | Julie Bovasso     |
| Frank Manero jr.  | Martin Shakar     |
| Fusco             | Sam Coppola       |

## Achtergrond
De film is gebaseerd op een tijdschriftartikel van Nik Cohn, Tribal Rites of the New Saturday Night genaamd. Cohn gaf later toe dat hij het artikel geheel had verzonnen, omdat hij niets begreep van de nieuwe subcultuur waar hij onderzoek naar moest doen.
Saturday Night Fever was in 1977 een groot succes en maakte een superster van Travolta, in zijn eerste filmhoofdrol en tot dan toe enkel bij het Amerikaanse publiek bekend van zijn rol in de televisieserie Welcome Back, Kotter. Hij werd dat jaar tevens genomineerd voor de Oscar voor Beste Acteur. Ook droeg de film bij tot de populariteit van disco, dat zich dankzij deze film ontwikkelde van een ondergrondse muziekstroming in de VS tot het populairste muziekgenre van dat moment. Uiteindelijk bracht de film 300 miljoen dollar op aan kaartverkoop, waarmee het een van de eerste grote kassuccessen was.
Travolta heeft veel tijd besteed aan het instuderen van de danspasjes. Hij hechtte hier zoveel belang aan dat hij Badham overtuigde om de danspassages niet in close-up op te nemen, zoals eerst de bedoeling was, maar van op een afstand. Verscheidene scènes uit de film, zoals de danspasjes op de discovloer en Travolta's loopje in de openingsscène op de wijs van Stayin' Alive van de Bee Gees, zijn regelmatig geïmiteerd en geparodieerd, zowel in films als Airplane! en Boogie Nights als in het echt op de dansvloer.

## Filmmuziek
Met de film kwam ook een gelijknamig album uit, de soundtrack ervan Saturday Night Fever, met daarop onder andere zes nummers van de Bee Gees, die ook de muziek van de film hadden gecomponeerd. De verkoopcijfers van dit soundtrackalbum, en de singles die ervan kwamen, waren in de eerste maanden van 1978 zo hoog dat het niet duidelijk was of het succes van de film bijdroeg aan het succes van het album of andersom. Soms stonden wel vier singles tegelijkertijd in de hitlijsten. Uiteindelijk werd Saturday Night Fever, hoewel opgenomen als een lowbudgetfilm, een van de best verkochte albums aller tijden. Door deze film ontstond er een nieuwe relatie tussen film en muziek: was het album voor Saturday Night Fever nog een reclametrucje om een slaatje te slaan uit het succes van een film, nadien werd duidelijk dat een film ook gebruikt kon worden als reclame voor de verkoop van een album.

### Nummers
| Nummer | Titel                     | Artiest(en)              |
| ------ | ------------------------- | ------------------------ |
| 1      | "Stayin' Alive"           | Bee Gees                 |
| 2      | "How Deep Is Your Love"   | Bee Gees                 |
| 3      | "Night Fever"             | Bee Gees                 |
| 4      | "More Than A Woman"       | Bee Gees                 |
| 5      | "If I Can't Have You"     | Yvonne Elliman           |
| 6      | "A Fifth Of Beethoven"    | Walter Murphy            |
| 7      | "More Than a Woman"       | Tavares                  |
| 8      | "Manhattan Skyline"       | David Shire              |
| 9      | "Calypso Breakdown"       | Ralph McDonald           |
| 10     | "Night On Disco Mountain" | David Shire              |
| 11     | "Open Sesame"             | Kool & The Gang          |
| 12     | "Jive Talkin'"            | Bee Gees                 |
| 13     | "You Should Be Dancing"   | Bee Gees                 |
| 14     | "Boogie Shoes"            | KC and The Sunshine Band |
| 15     | "Salsation"               | David Shire              |
| 16     | "K-Jee"                   | M.F.S.B.                 |
| 17     | "Disco Inferno"           | The Trammps              |

## Vervolg
In 1983 kwam er een vervolg uit, Staying Alive, met opnieuw John Travolta in de hoofdrol en ditmaal Sylvester Stallone als regisseur. Deze film speelt zich zes jaar later af dan Saturday Night Fever en laat zien wat er van Tony Manero is geworden.
Later werd het scenario bewerkt tot een musical, die zowel in Londen als op Broadway liep. In de Nederlandse versie uit 2001-2003 nam Chantal Janzen de rol van Stephanie op zich, wat haar doorbraak bij het grote publiek betekende. Joost de Jong speelde Tony Manero, wat ook zijn doorbraak was. In 2012 ging de musical na 11 jaar opnieuw in première in Nederland met ditmaal in de hoofdrollen Joey Ferre (Tony), Noortje Herlaar en Michelle Splietelhof (Stephanie).